# Antimimistis melamphaes
Antimimistis melamphaes là một loài bướm đêm trong họ Geometridae.